# La Cavalerie
La Cavalerie település Franciaországban, Aveyron megyében. Lakosainak száma 2208 fő (2022. január 1.). La Cavalerie L’Hospitalet-du-Larzac, Lapanouse-de-Cernon, Millau, Nant és Sainte-Eulalie-de-Cernon községekkel határos.

## Népesség
A település népességének változása:
| Lakosok száma | 734  | 900  | 701  | 992  | 1064 | 1076 | 1441 | 1939 | 2188 | 2208 |
|               | 1968 | 1982 | 1990 | 2006 | 2013 | 2015 | 2017 | 2019 | 2020 | 2022 |